# Osiedle Posejdon (Świnoujście)
Osiedle Posejdon – część miasta Świnoujścia, osiedle domków jednorodzinnych oraz zabudowy w postaci niskopiętrowych bloków mieszkaniowych.
Wokół znajdują się kompleksy leśne m.in. „Świdny Las”, przebiega tędy Trasa rowerowa R 10, Międzynarodowy szlak pieszy E 9 oraz ścieżka rowerowa. Ulica Wojska Polskiego stanowi bezpośredni dojazd do przejścia granicznego Świnoujście-Ahlbeck. Na ulicy H. Siemiradzkiego znajduje się siedziba parafia rzymskokatolickiej pw. św. Stanisława i św. Bonifacego. U zbiegu ulic Wojska Polskiego i 11 Listopada w 2008 otwarto stację końcową niemieckiej kolei UBB – Świnoujście Centrum.